# Domusnovas
Domusnovas, ou Domunòas en langue sarde (signifiant « nouvelle ville »), est une commune italienne d'environ 6 200 habitants, située dans la province du Sud-Sardaigne, dans la région Sardaigne. La commune est connue pour le nuraghe de Sa Domu 'e s'Orcu.

## Géographie

### Communes limitrophes
Les communes limitrophes de Domusnovas dont :Fluminimaggiore, Gonnosfanadiga, Iglesias, Musei, Villacidro et Villamassargia.

### Hameaux
Les deux frazioni de Domusnovas sont Bingia Manna et Su Pardu.

### Climat
Le climat est de type méditerranéen à tonalité africaine avec des étés très chauds (les températures peuvent facilement atteindre 40° en juillet-août) et très secs (absence majeure de la pluie en juillet-août) et des hivers doux et pluvieux. Deux périodes météorologiques peuvent être distinguées c'est-à-dire une saison douce et pluvieuse de novembre à avril et une saison chaude et sèche de mai à octobre.
L'ensoleillement annuel est de 3000 heures. La température moyenne annuelle est d’environ 18° et la pluviométrie annuelle moyenne reste souvent assez faible mais aléatoire en fonction des années. Les vents dominants sont le mistral (nord-ouest) et le sirocco (sud-est).
| relevés annuels - 2017 |              |             |             |       |
| MOIS                   | Temp moyenne | Moyenne Min | Moyenne Max | Pluie |
| 1                      | 9            | 5           | 13          | 100   |
| 2                      | 12           | 8           | 16          | 60    |
| 3                      | 14           | 8           | 19          | 7     |
| 4                      | 16           | 10          | 21          | 34    |
| 5                      | 20           | 14          | 26          | 0     |
| 6                      | 26           | 19          | 32          | 12    |
| 7                      | 27           | 21          | 33          | 1     |
| 8                      | 29           | 22          | 36          | 0     |
| 9                      | 22           | 17          | 27          | 10    |
| 10                     | 20           | 14          | 25          | 3     |
| 11                     | 14           | 10          | 17          | 41    |
| 12                     | 11           | 7           | 14          | 84    |
| Moyenne                | 18           | 13          | 23          | 352   |

## Évolution démographique
Habitants recensés

## Administration
| Période                                  | Période | Identité | Étiquette | Qualité |
| ---------------------------------------- | ------- | -------- | --------- | ------- |
|                                          |         |          |           |         |
| Les données manquantes sont à compléter. |         |          |           |         |

## Économie
Une usine d'armement fabriquant entre autres des munitions de moyen et gros calibre ainsi que des bombes pour avions de l'entreprise RWM Italia du groupe Rheinmetall y est implantée,. Elle emploie de 120 à 250 personnes en 2015 en incluant les sous-traitants.

## Culture
- Le site archéologique nuraghe Sa Domu 'e s'Orcu datant du IIe millénaire av. J.-C..